# عبد الهادي الحويج
عبد الهادي الحويج (من مواليد 3 أكتوبر 1971) كان وزيرًا للخارجية في الحكومة المؤقتة من 28 فبراير 2019 حتى 15 مارس 2021.